# Stephansposching

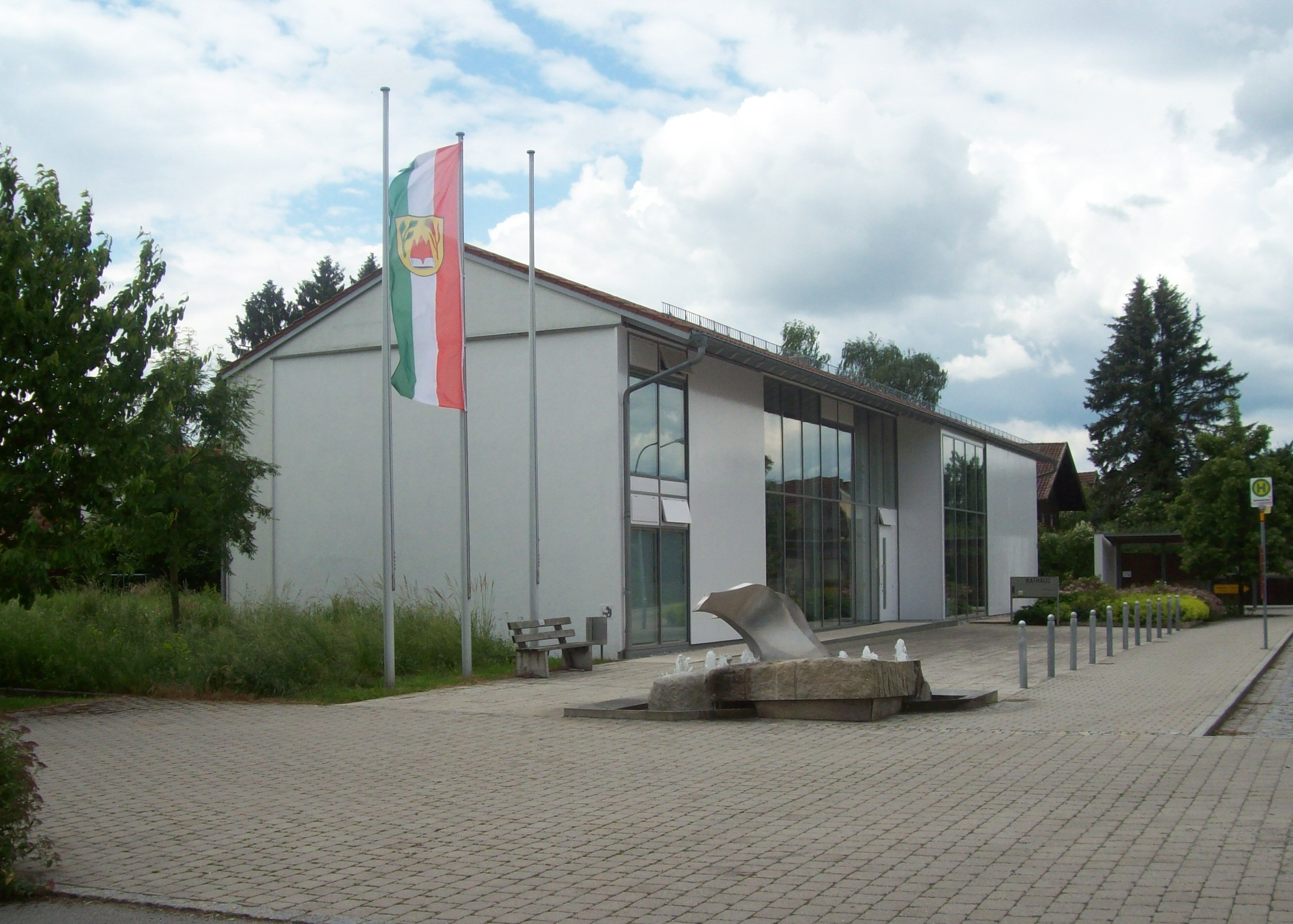
Stephansposching: Rathaus

Stephansposching ist eine Gemeinde im niederbayerischen Landkreis Deggendorf.

## Geographie

### Lage
Die Gemeinde liegt südlich der Donau im Gäuboden.

### Gemeindegliederung
Es gibt 20 Gemeindeteile (in Klammern ist der Siedlungstyp angegeben):
- Bergham (Kirchdorf)
- Fehmbach (Dorf)
- Freundorf (Dorf)
- Friesendorf (Einöde)
- Hankhof (Dorf)
- Hettenkofen (Dorf)
- Loh (Kirchdorf)
- Michaelsbuch (Pfarrdorf)
- Rottenmann (Kirchdorf)
- Rottersdorf (Kirchdorf)
- Sautorn (Dorf)
- Schaidham (Dorf)
- Steinfürth (Dorf)
- Steinkirchen (Kirchdorf)
- Stephansposching (Pfarrdorf)
- Uttenhofen (Kirchdorf)
- Uttenkofen (Dorf)
- Wappersdorf (Dorf)
- Wischlburg (Dorf)
- Wolferskofen (Dorf)

## Geschichte
Die älteste örtliche Siedlung aus der zweiten Hälfte des 6. Jahrtausends vor Christus gehört zur Kultur der Linienbandkeramik. Sie ist durch umfangreiche Ausgrabungen dokumentiert. Der Name des echten ing-Ortes stammt aus der Zeit der Bajuwaren. Im Jahre 790 wird Pasuhhinga im Breviarium Urolfi von Kloster Niederaltaich genannt, möglicherweise ist dabei allerdings nicht Stephansposching, sondern Mariaposching gemeint.
Seinen endgültigen Namen erhielt der Ort, als er in den Besitz des Domstifts Passau kam, dessen Kathedralpatron der heilige Stephanus ist. Waltherus de Poschingen um 1155 ist der erste bekannte Passauer Ministeriale in Stephansposching. Im Jahre 1216 war Stephansposching in den Händen der Grafen von Bogen, die urkundlich bekannten, dass sie diesen Besitz vom Bischof von Passau als Lehen erhielten. Nach dem Aussterben der Grafen von Bogen im Jahre 1242 ging der Besitz über an die Herren von Degenberg. Nach deren Aussterben 1602 wurde die geschlossene Hofmark 1606 vom bayerischen Herzog erworben. Sie befand sich im Gebiet des Gerichtes Natternberg und blieb bis zur Neuorganisation im 19. Jahrhundert landesherrlicher Besitz.
Im Zuge der Gemeindeedikte wurde aus der ehemaligen Obmannschaft unter Einbeziehung weiterer ehemaliger Obmannschaften der Steuerdistrikt Stephansposching gebildet, aus dem die Gemeinde Stephansposching hervorging. Die jetzige Gemeinde entstand am 1. Mai 1978 durch den Zusammenschluss der bisherigen Gemeinden Michaelsbuch und Rottersdorf.

### Einwohnerentwicklung
Im Zeitraum 1988 bis 2018 wuchs die Gemeinde von 2568 auf 3176 um 608 Einwohner bzw. um 23,7 %.

## Politik

### Bürgermeister
Erste Bürgermeisterin ist Jutta Staudinger (CSU), die am 30. März 2014 mit 53,95 % der gültigen Stimmen gewählt wurde. Bei den Kommunalwahlen am 15. März 2020 wurde Staudinger ohne Gegenkandidat mit 90,8 Prozent wiedergewählt. Ihr Vorgänger war Siegfried Ramsauer (CSU). 2. Bürgermeister ist Anton Hafner (FWG).

### Gemeinderat
Die Werte geben die Sitzverteilung (in Klammern das prozentuale Wahlergebnis) wieder:
|      | CSU         | FWG         | SPD         | UBS        | AGL        | gesamt |
| 2020 | 7 (44,08 %) | 4 (24,07 %) | 3 (19,05 %) | 2 (12,8 %) | –          | 16     |
| 2014 | 5 (31,25 %) | 4 (25 %)    | 3 (18,75 %) | 2 (12,5 %) | 2 (12,5 %) | 16     |

### Wappen
| Wappen der Gemeinde Stephansposching | Blasonierung: „In Gold eine dreizipfelige Mütze mit silberner Stulpe, beseitet rechts von einer roten Ähre und links von einem grünen Buchenzweig mit drei Blättern.“ |
| Wappen der Gemeinde Stephansposching | Das Wappen wird seit 1982 geführt. |

### Partnergemeinden

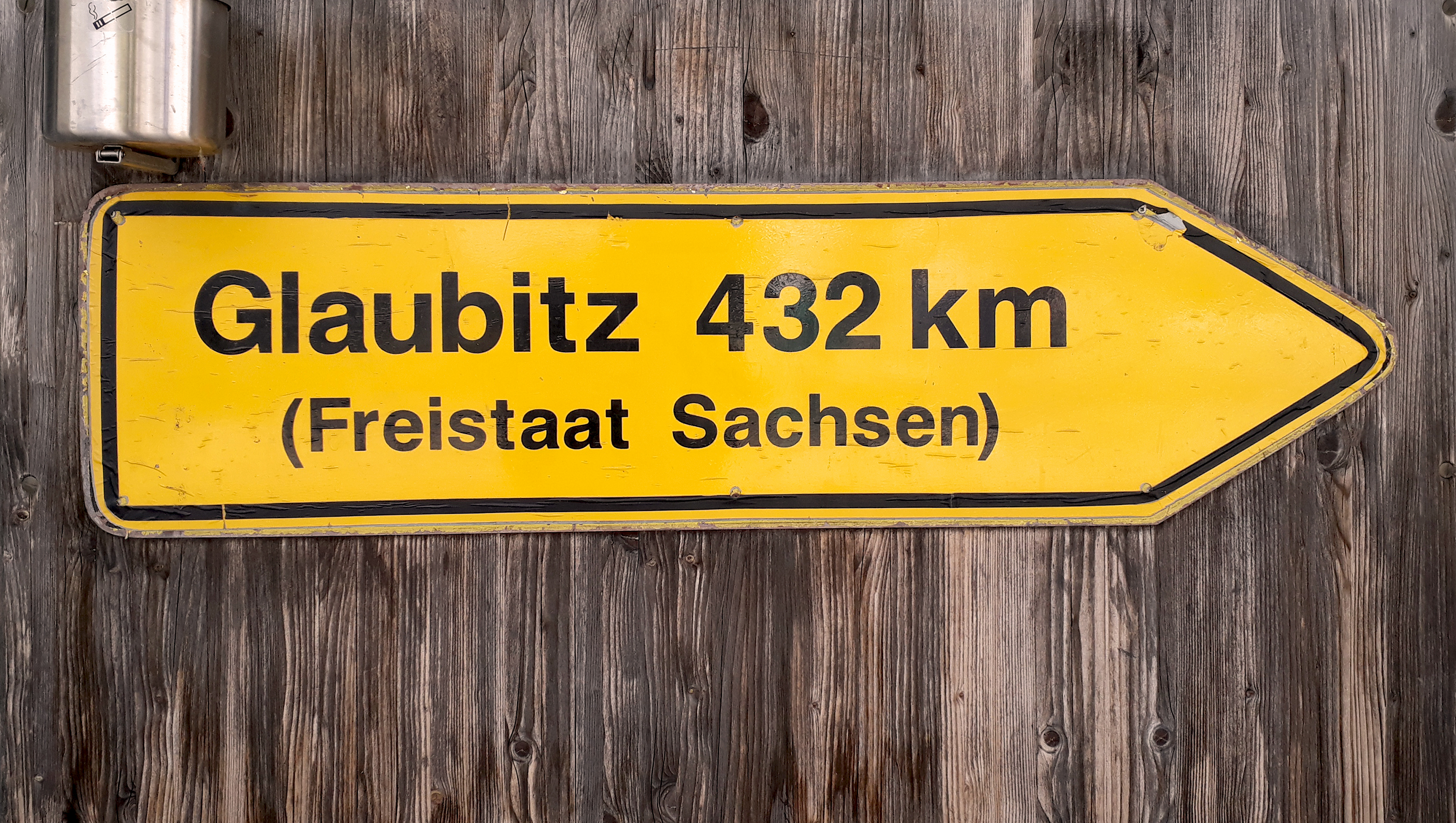
Hinweisschild auf die Partnergemeinde vor dem Rathaus in Stephansposching

Seit dem 7. August 1991 besteht eine Ortspartnerschaft mit der Gemeinde Glaubitz im Landkreis Meißen in Sachsen.
Im Partnerschaftsvertrag heißt es: Die Partnerschaft hat das Ziel, auf breiter Grundlage die Bürger beider Gemeinden zusammenzuführen und freundschaftlich miteinander zu verbinden. Es soll gemeinsames Bestreben sein, die geknüpften Freundschaftsbande dauerhaft auf alle dazu geeigneten Lebensbereiche auszuweiten.

## Persönlichkeiten
- Therese Frohnhöfer (1908–1987), Landwirtin und Politikerin

## Sehenswürdigkeiten

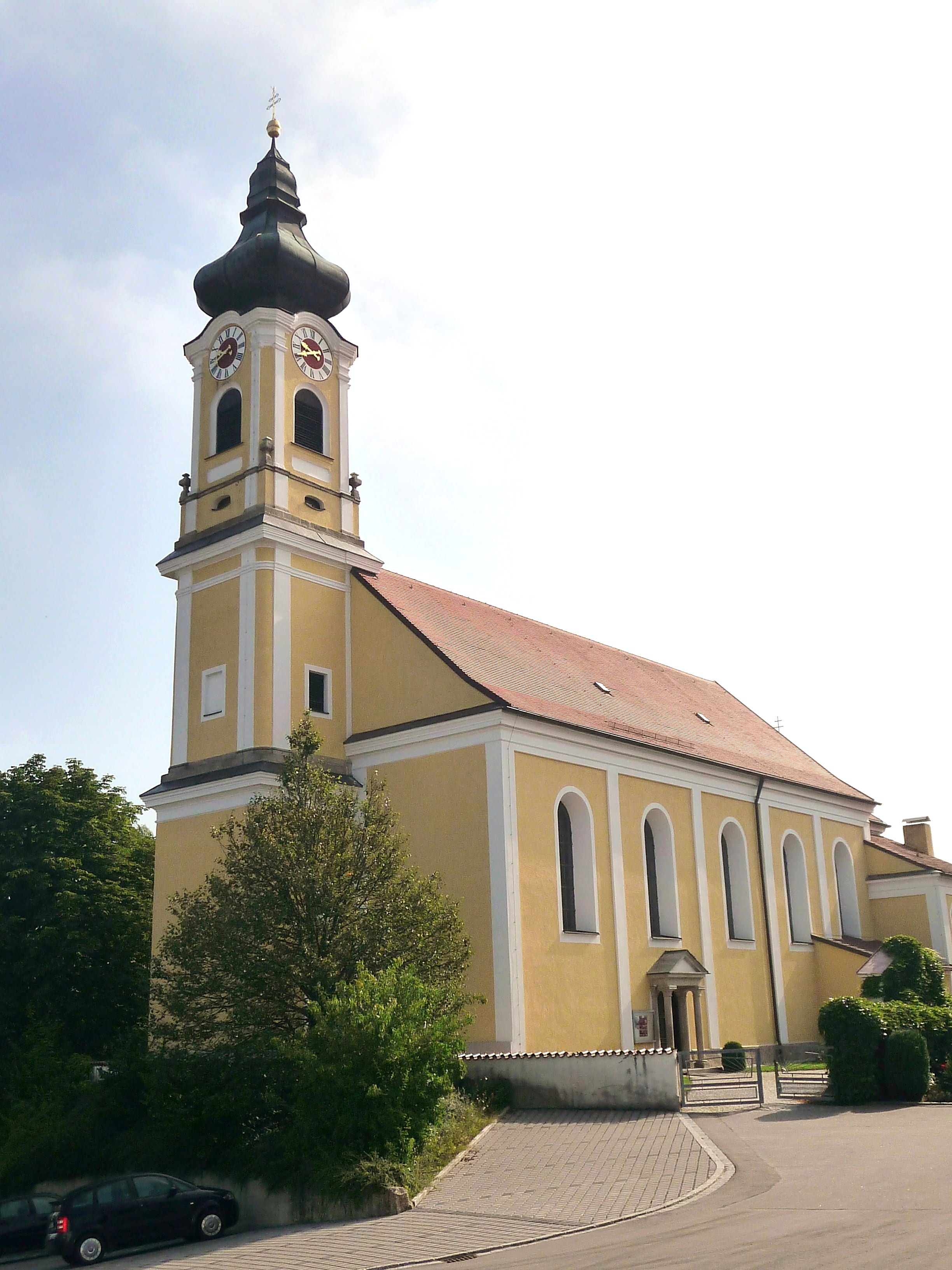
Pfarrkirche St. Stephanus

Durch das Gemeindegebiet von Stephansposching führt der Radwanderweg Via Danubia.
Im Gemeindeteil Stephansposching befand sich eine der letzten Gierseilfähren der bayerischen Donau, die Donaufähre Mariaposching–Stephansposching, welche neben vielen Fahrradfahrern im Sommer auch Autos und LKWs transportierte. Sie führte zum gegenüberliegenden Mariaposching und ermöglichte Ausflüge in den Bayerischen Wald, nach Metten oder zum Bogenberg bei Bogen. Nach einer Havarie im April 2016 wurde der Betrieb eingestellt. Eine Motorfähre als Ersatz lief am 6. Dezember 2018 in Remagen vom Stapel.
Zentral im Ort liegt auch die Pfarrkirche Stephansposching, die zur Pfarrei Stephansposching-Michaelsbuch gehört.
Der Gemeindeteil Stephansposching ist reich an Gräber- und Skelett-Funden aus der Jungsteinzeit, die bis ins 6. vorchristliche Jahrtausend zurückreiche. 2008 wurde die Entdeckung einer Kreisgrabenanlage bekanntgegeben. Auch andere Gemeindeteile Stephansposchings sind archäologisch bedeutsam.

## Verkehr
Die nächstgelegenen Zusteigemöglichkeiten für den Bahnverkehr befinden sich  in Plattling und Straßkirchen, da der Bahnhof Stephansposching an der Bahnstrecke Passau–Obertraubling im Mai 1988 stillgelegt wurde.

## Sonstiges
Am östlichen Rand des Gemeindegebiets, kurz vor dem Natternberg, befindet sich der Flugplatz Deggendorf mit Restaurant.

## Fotos

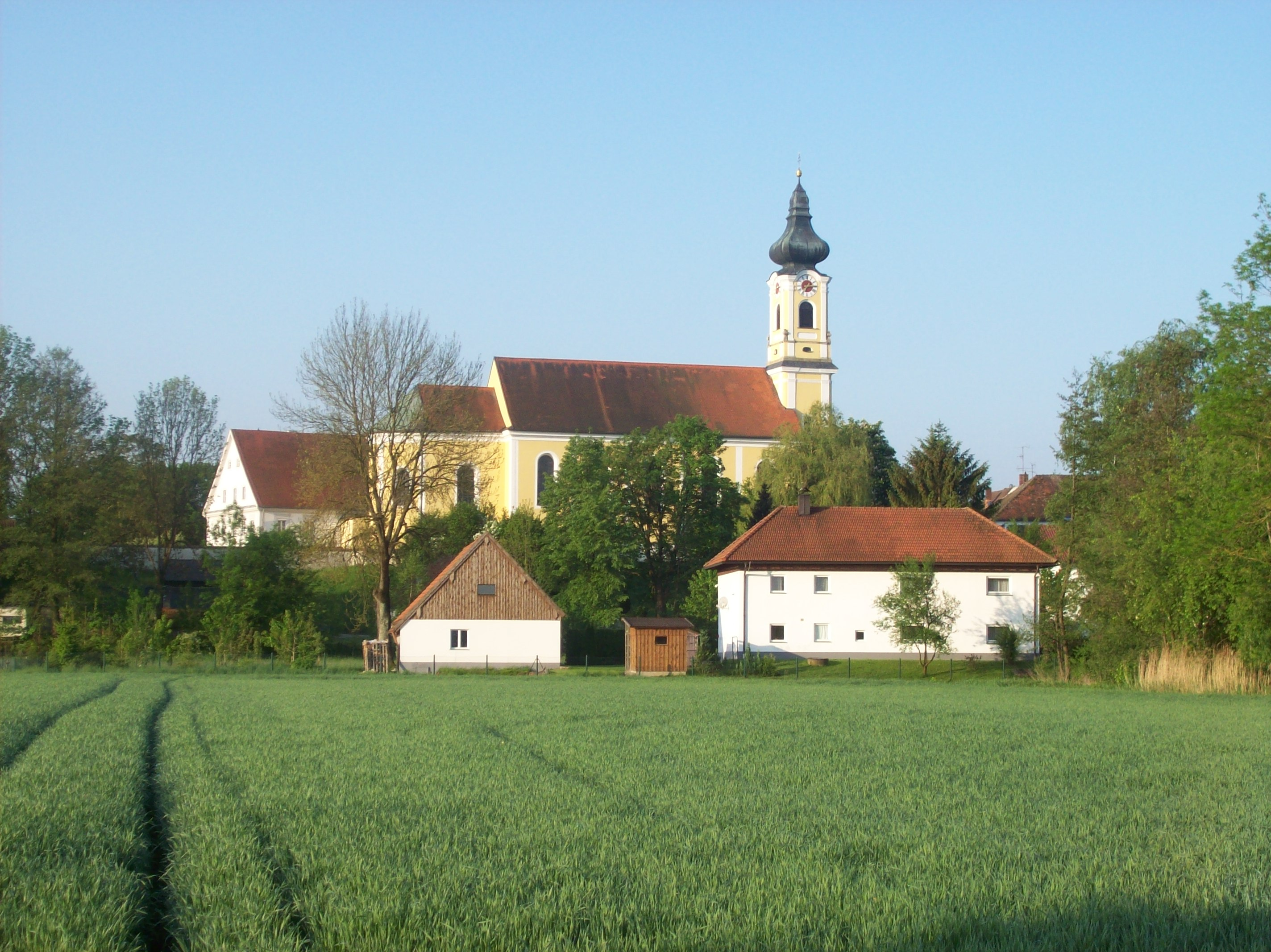
Stephansposching von Norden, vorne die frühere Mühle
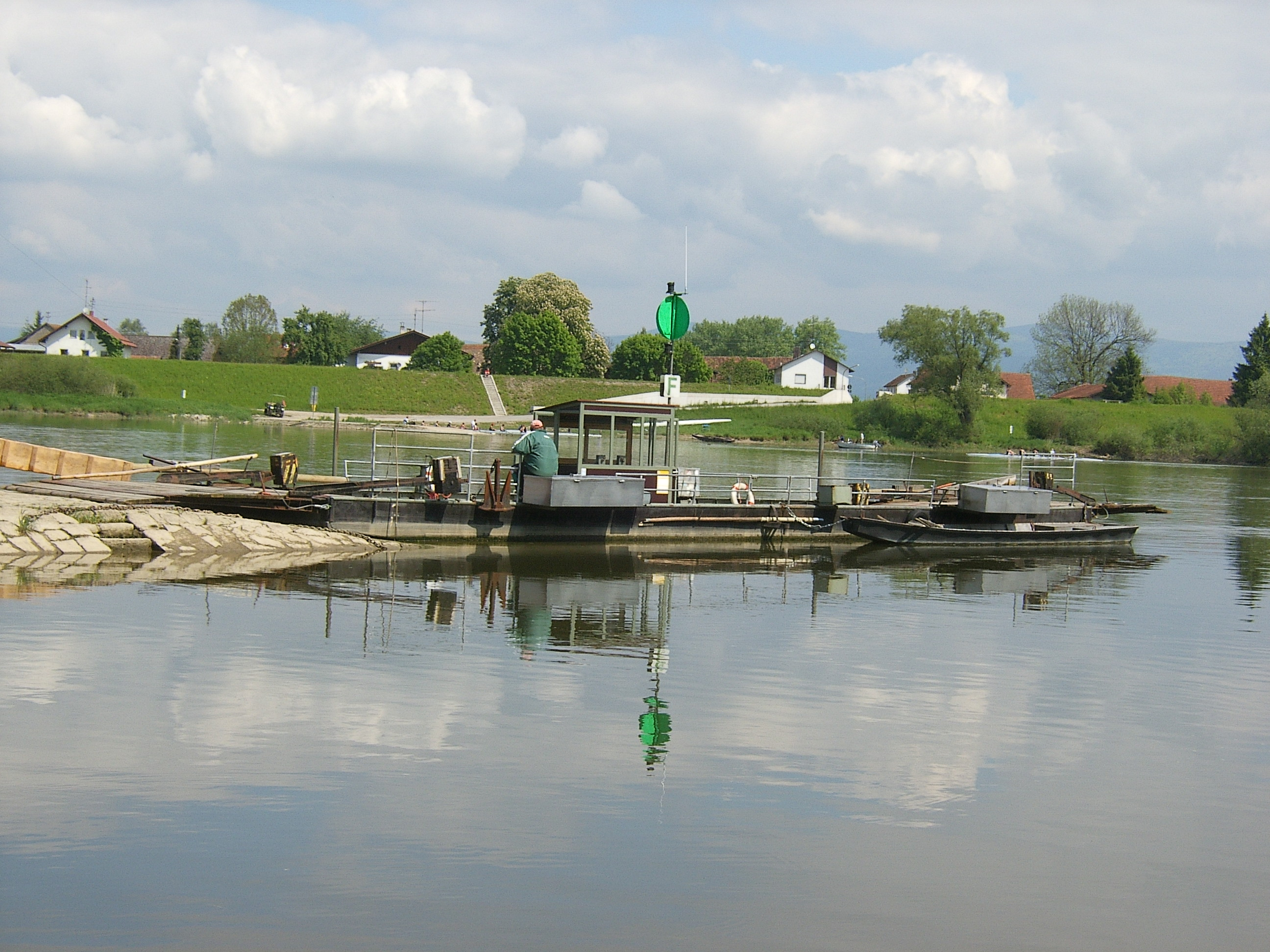
Stephansposching: Gierseilfähre
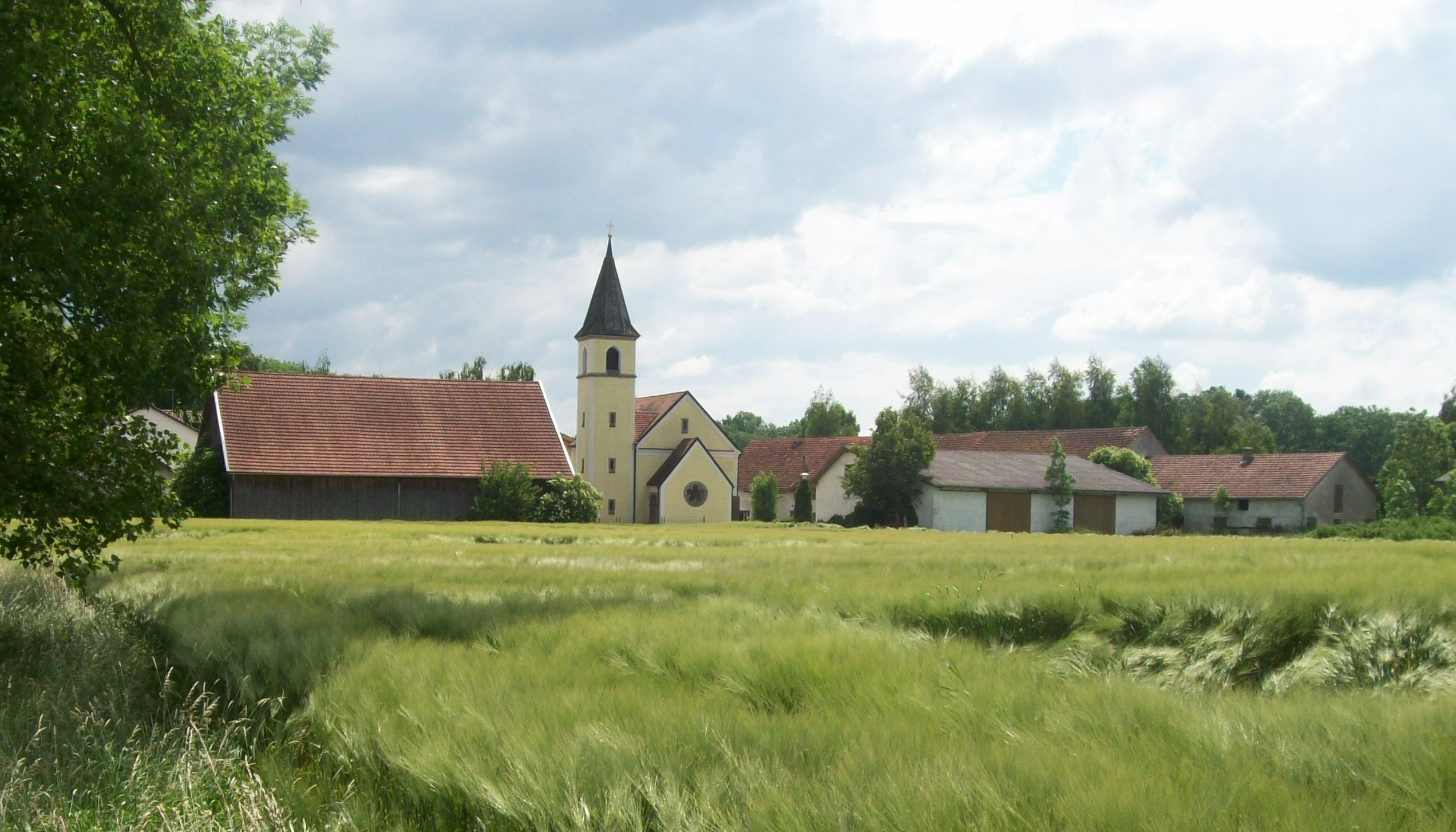
Bergham: Ansicht von Norden
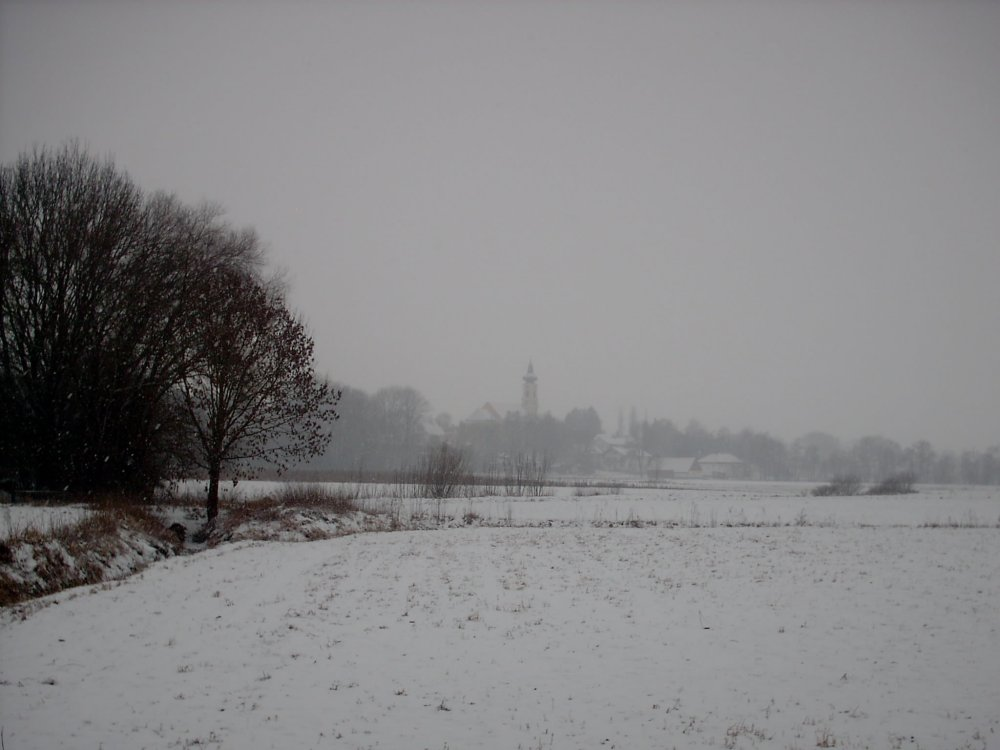
Verschneites Stephansposching
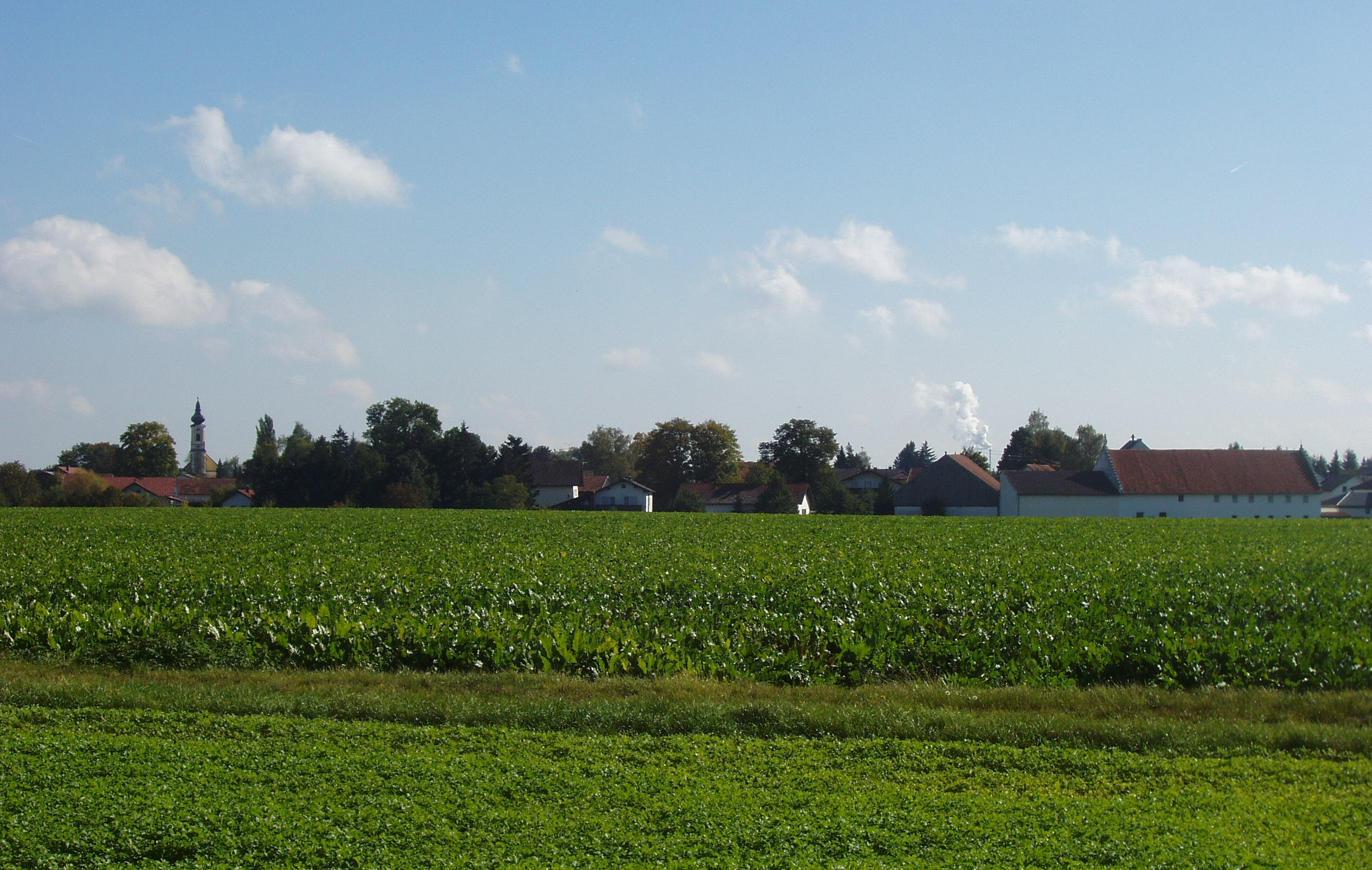
Stephansposching von Westen, im Hintergrund der Schlot von Südzucker Plattling

## Luftbildaufnahmen von Stephansposching (August 2009)

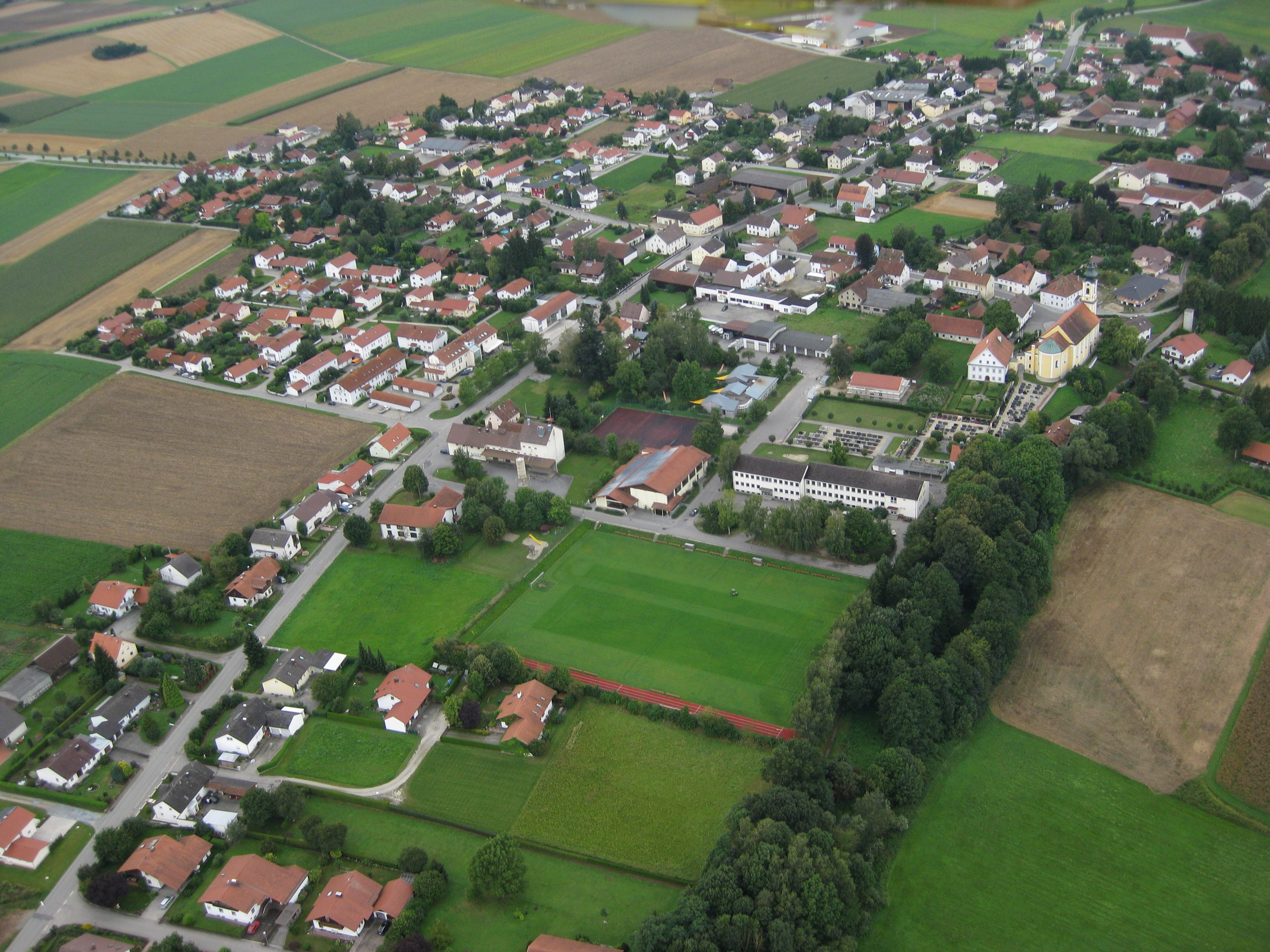
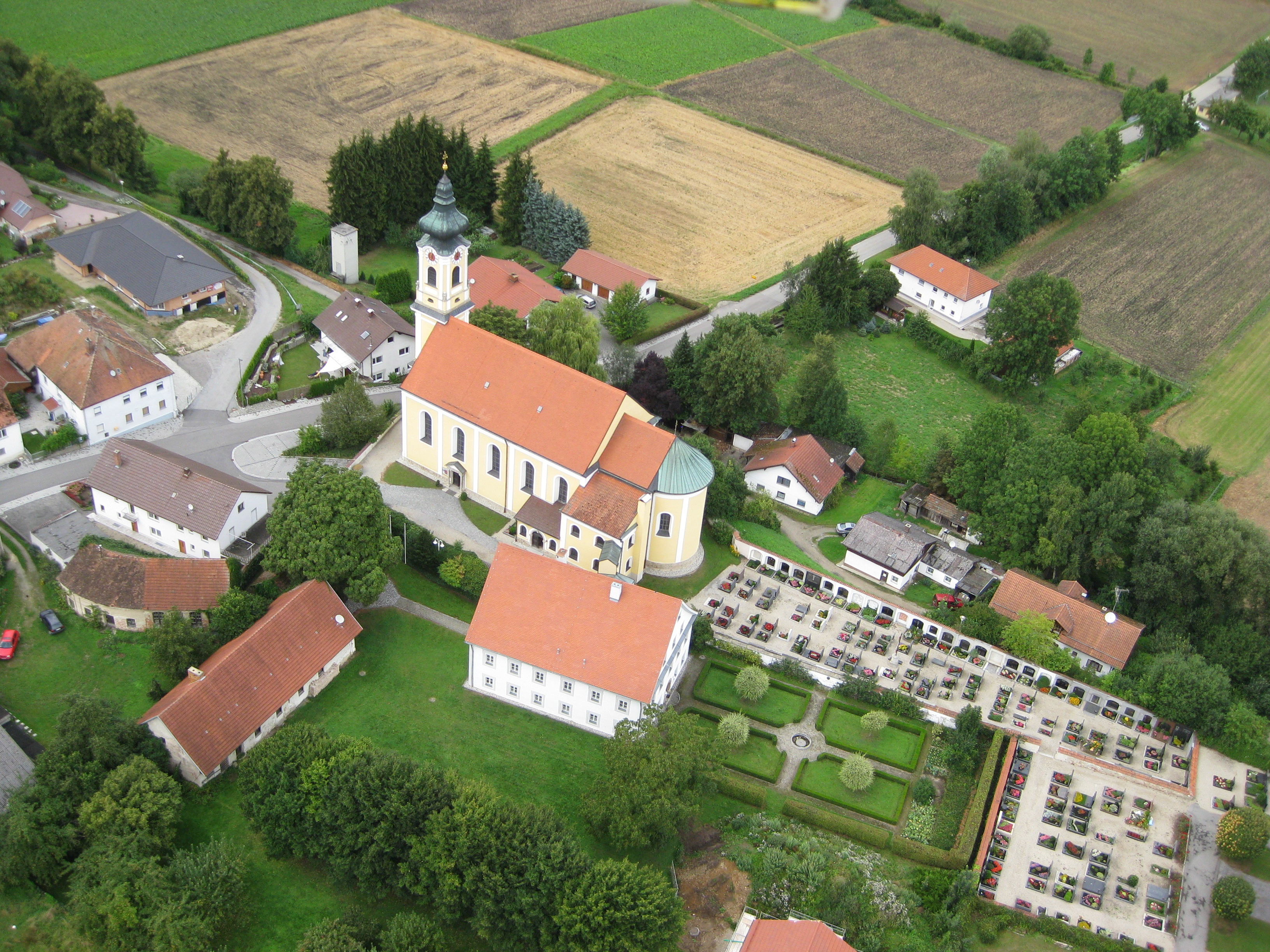
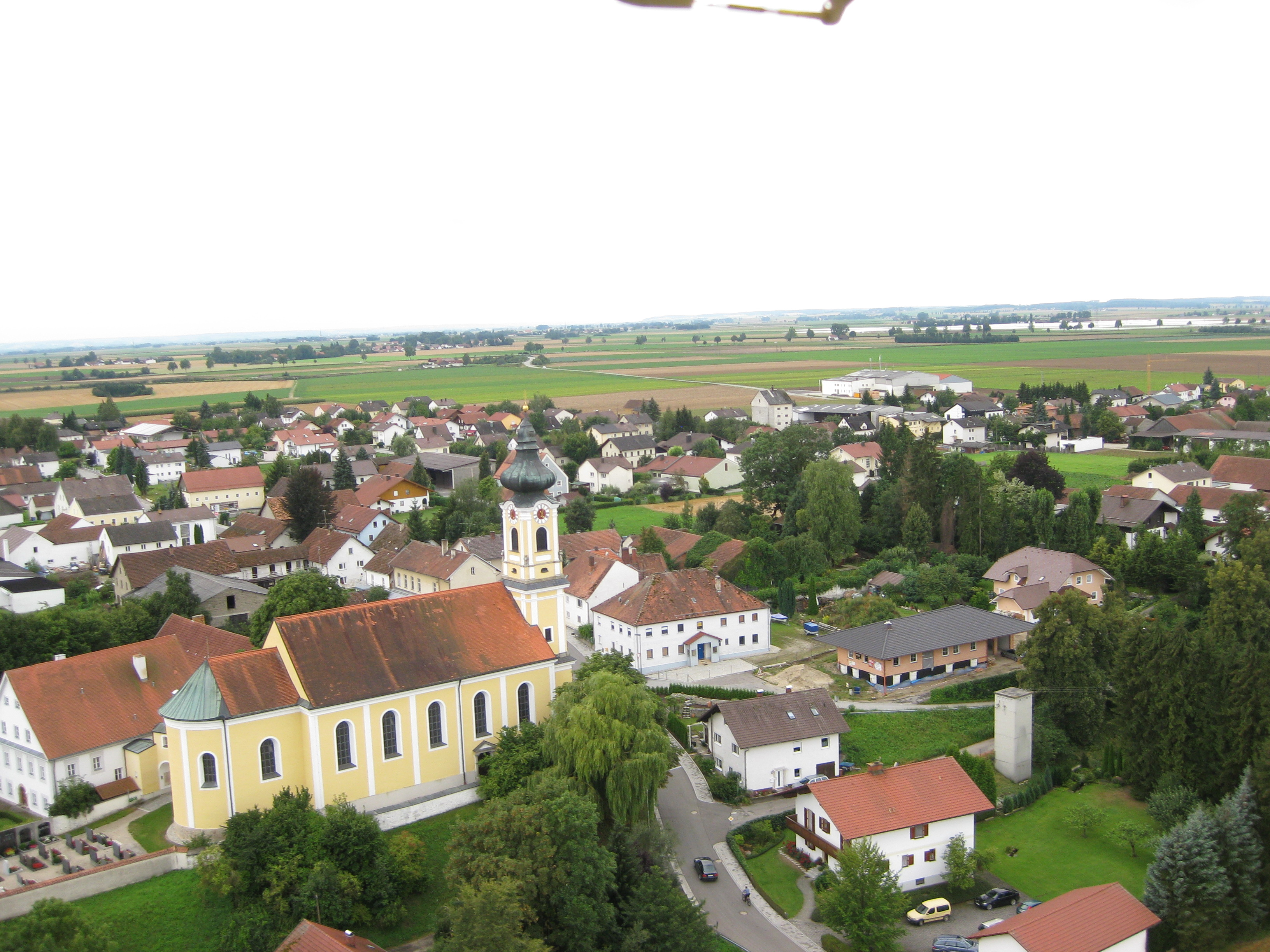
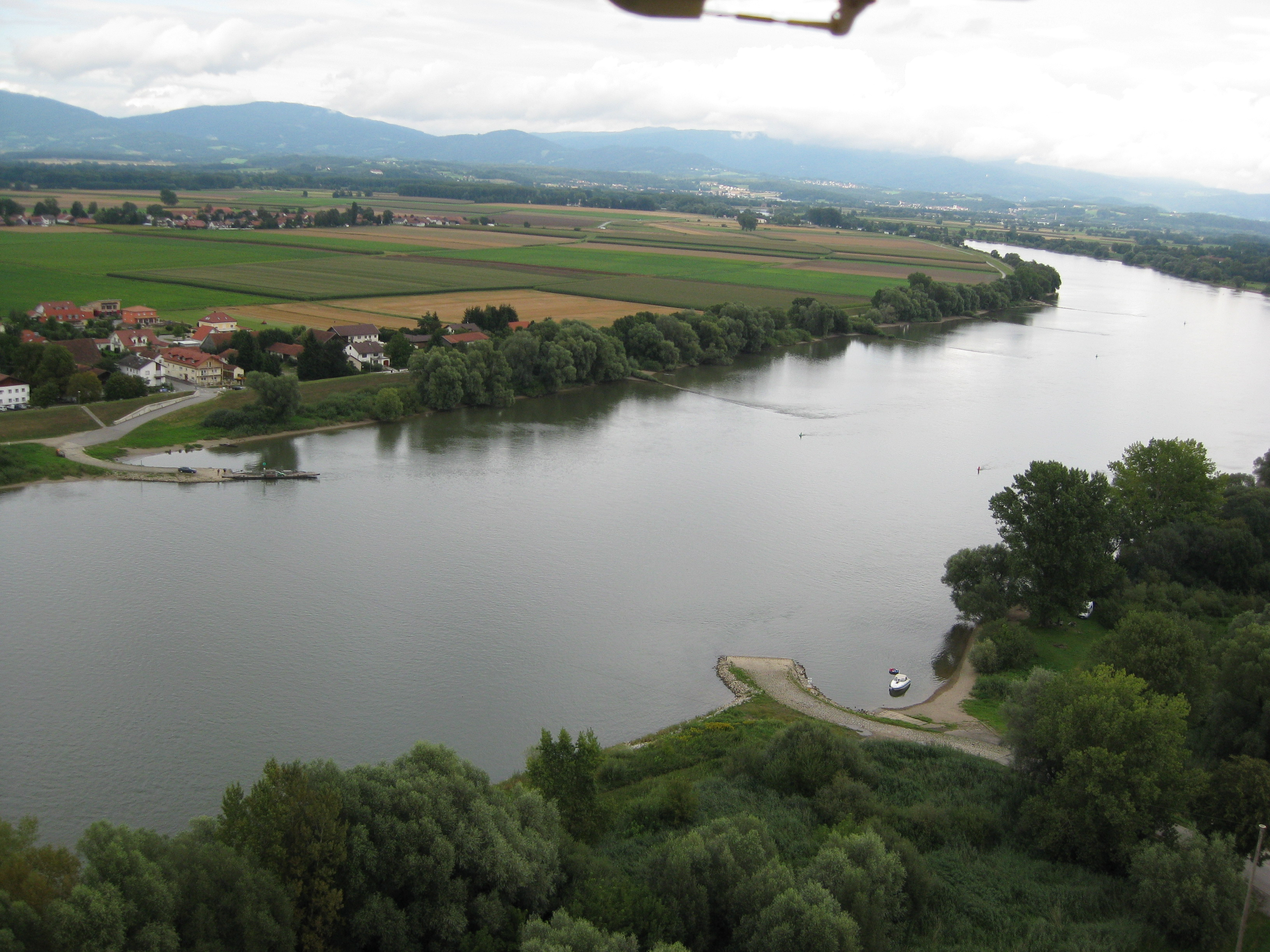